# Wojciech Bartel
Wojciech Maria Mieczysław Władysław Bartel (ur. 27 grudnia 1923 w Krakowie, zm. 2 września 1992 tamże) – polski historyk prawa, profesor Uniwersytetu Jagiellońskiego i Papieskiej Akademii Teologicznej w Krakowie, członek Polskiej Akademii Umiejętności.

## Życiorys
We wrześniu w 1939 r. był uczestnikiem wojny obronnej w 52. pułku piechoty. Wzięty do niewoli jako szeregowiec został zwolniony. Uczęszczał do III Gimnazjum w Krakowie, maturę zdawał na tajnych kompletach. Studia na Wydziale Prawa UJ rozpoczął w 1945 roku, uzyskując w 1949 stopień magistra praw, w 1959 obronił doktorat na podstawie pracy: Ustrój władz cywilnych powstania kościuszkowskiego (promotorem był Adam Vetulani). W 1965 habilitował się na podstawie rozprawy Ochrona wolności osobistej na tle rozwoju państwowości anglosaskiej Brytanii (do roku 1066). Od 1977 był profesorem nadzwyczajnym, od 1991 profesorem zwyczajnym. Wykładał historię prawa kanonicznego na Uniwersytecie Jagiellońskim i Papieskiej Akademii Teologicznej, przyczynił się do reaktywowania na Uniwersytecie Katedry Historii Prawa Kanonicznego (1991). Był członkiem Polskiej Akademii Umiejętności (1992), Selden Society, Société d’Histoire de Droit. Pochowany w grobowcu rodzinnym na cmentarzu Rakowickim (pas AD, płd.).
Oprócz dziejów prawa kanonicznego zajmował się także historią prawa państwowego i historią nauki.

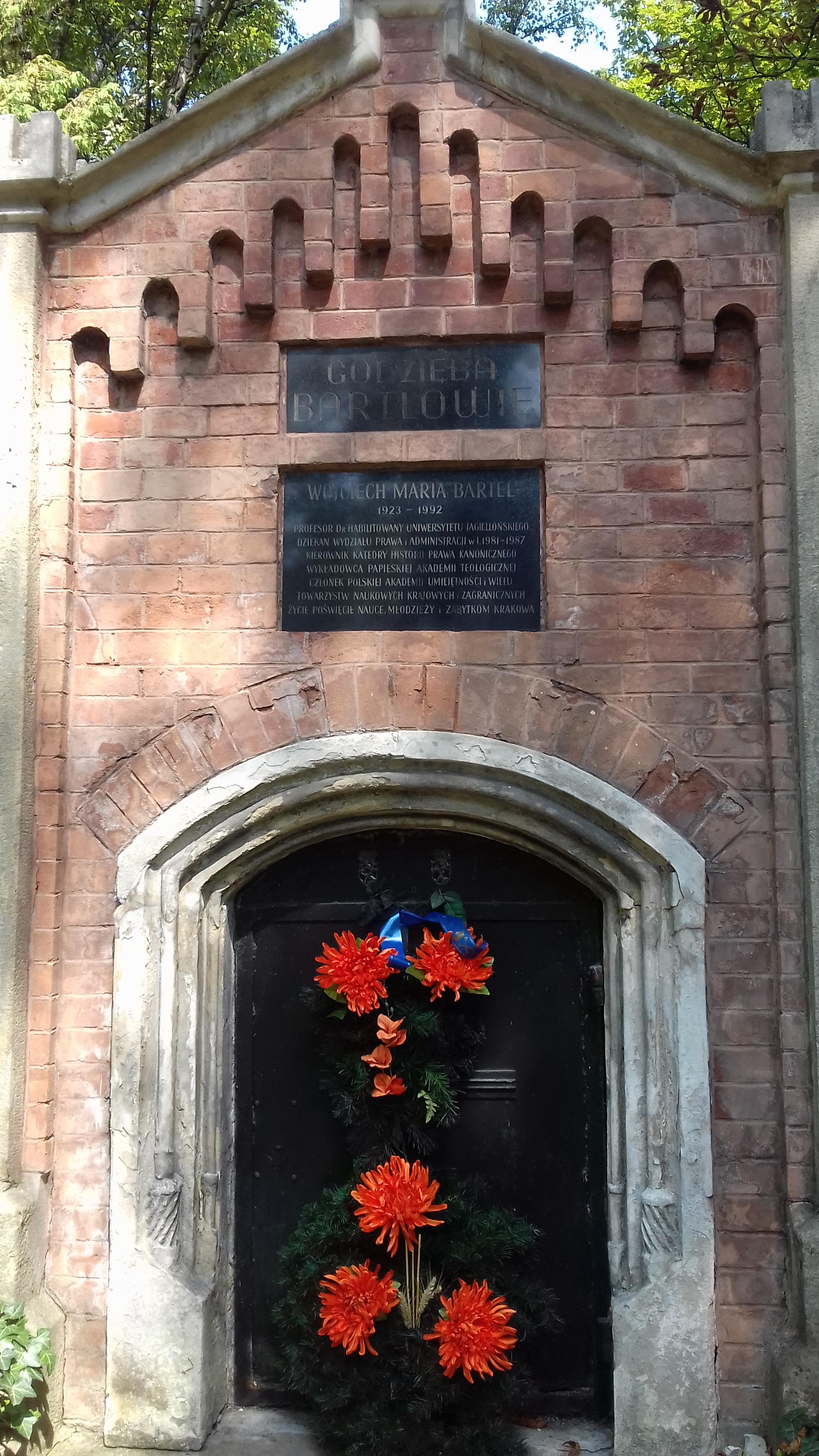
Wojciech Bartel grob

## Wybrane publikacje
Był autorem wielu artykułów w Polskim Słowniku Biograficznym, opublikował ponadto m.in.
- Ustrój władz cywilnych powstania kościuszkowskiego (1959)
- Ustawodawstwo Księstwa Warszawskiego (1964-1969, cztery tomy)
- Ustrój i prawo Wolnego Miasta Krakowa 1815-1846 (1976)
- Galicyjska Rada Szkolna Krajowa (1980)